# Swedish Embedded Award
Swedish Embedded Award var ett svenskt pris som årligen delades ut 2003–2019 till framgångsrika projekt inom inbyggda system. För att bli nominerade krävs att konstruktionerna har ett stort innehåll av nytänkande och som skall leda till en intressanta kommersiella slutprodukter. Priset har delats ut sedan 2003 av Branschorganisationen Svensk Elektronik – sektionen för Embedded Technology, Elektronikindustriföreningen, Elektronik i Norden, teknIQ, minST och Tekniska Mässan.

## Vinstklasser

### Enterprise
Enterpriseklassen är för uppfinningar utvecklade av svenska företag.
- 2003 − Portsystem 2000 med Styrbjörn.[2]
- 2004 − Svenska Magnet Fabriken med Multilyft.[3]
- 2005 − Millicore med Myoflow som under kranskärlsoperationer mäter blodtryck och -flöde direkt i kärlet, vilket avslöjar om operationen lyckats.[4]
- 2006 − Mando med Mandometer, ett verktyg för att behandla ätstörningar.[5]
- 2007 − In View med ippi, en apparat för att visa SMS och MMS på en TV-skärm.[6]
- 2008 − Informasic och Loxystem med Remote Controlled Automatic Twistlock, ett fjärrstyrt hörnlås för containrar.[7]
- 2009 − Interspiro och Prevas med kommunikationssystemet Spirocom för rökdykningsmasker.[8]
- 2010 − TamperSeal AB med TamperSeal, ett system för att säkerställa att produktförpackningar inte öppnas på vägen mellan tillverkare och användare.[9]
- 2015 − Serstech AB med Serstech 100 Indicator.[10]
- 2016 − PREVAS  med AmbuMan.[11]
- 2017 − Qamcom Research and Technology AB med QR77SAW, ett radarbaserat säkerhetssystem för plankorsningar.[12]
- 2018 - Integrum AB med utvecklingspartner Chalmers, The Artificial Limb Controller, ALC och Neonode AB, zForceAIR Sensor Module[13]
- 2019 - WalkBeat[14]

### Studentklassen
Uppfinningar av studenter på svenska högskolor kan nomineras till studentklassen.
- 2003 − ElektroRullskidan.[2]
- 2004 − MultiPos, en datormus som styrs av användarens huvudrörelser.[3]
- 2005 − Text till Tal, en handhållen textscanner som läser upp texten.[4]
- 2006 − Hinderdetektor.[5]
- 2007 − En rullstol med hjäpmotorer kallad Power Assisted Wheelchair.[6]
- 2008 − BlueUSB.[7]
- 2009 − Mikromotorstyrning, en styrenhet för mindre motorsystem som ger precis och effektiv styrning av likströmsmotorer.[8][15]
- 2010 − Effektprocessorn DGN-1 för elgitarrer.[9]
- 2014 − Oscar Edvardsson, Monivent, med flödesmätare för feedback under manuell ventilering.[16]
- 2015 − Walnut Wave.[10]
- 2016 − EVAM Systems.[11]
- 2017 − Roboten Ultra-wideband Tracker samt hjärtövervakningssystemet UppSense.[12]
- 2018 - Sandra Pantzare och Elin Wollert, Smarthorse Lab[13]
- 2019 - CubicMeter[14]

### Micro / Nano
Priset i mikromekanik, Embedded Micro Award, började delas år 2005.
- 2005 − Warnit med Warnitbox som kan mäta bland annat temperatur, vibration, förflyttning och ljud och varna om någonting avviker från det normala.[4]
- 2006 − Acticut med Smart Cutting System som kan minimera vibrationer vid svarvning.[5]
- 2007 − Luleå tekniska universitet med ett trygghetslarm med inbyggd fallsensor, kallat SensorBand.[6]
- 2008 − DST Control med Colibri, en gyrostabiliserad bild- och datainsamlingsenhet.[7]
- 2009 − Mittuniversitetet med Wireless RPM sensor, en trådlös varvtalsräknare.[8]
- 2010 − CareTech AB med SensorBand II, ett förbättrat trygghetslarm med fallsensor.[9]
- 2015 − Zipwake AB med Zipwake.[10]

### IoT
2017 introducerades en ny klass, IoT, för Internet of Things-relaterade uppfinningar.
- 2017 − Device Radio AB med Multi-Link, en plattform för att koppla samman IoT-apparater.[12]
- 2018 - Yu Liu, Kahin Akram Hassan, Adam Rohdin och Karim Samim, Digitalization of Green Plant Wall[13]
- 2019 - Brinja Core och Brinja Sensor Node[14]